# Amis de Durruti

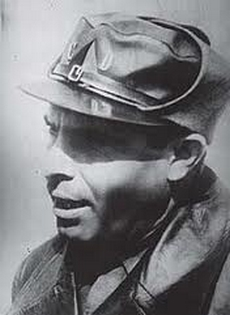
Buenaventura Durruti en 1936.

Le Groupe des amis de Durruti (Agrupación de los Amigos de Durruti), ou plus simplement les Amis de Durruti (los Amigos de Durruti) étais une mouvance anarchiste espagnole, qui a émergé durant la Révolution sociale espagnole de 1936. Cette mouvance eut environ 5 000 militants.

## Histoire
Ce mouvement est d'abord organisé à l'intérieur de la CNT-FAI, par des militants de la FAI : Pablo Ruiz, Eleuterio Roig et Jaime Balius. Ces hommes sont exclus de la CNT-FAI à cause de leurs prises de position anti-gouvernementales lors des journées insurrectionnelles de mai 1937, tandis que la CNT appelait les ouvriers au calme. Elle se rapproche, dans les combats de rue, des militants du POUM et des bolchevik-léninistes d'Espagne (trotskistes) dirigés par Munis.
Le programme des Amis de Durruti incluait les points suivants :
- Destruction immédiate de l'économie capitaliste et de toute forme d'État. Établissement du communisme libertaire.
- Remplacement de l'État et du capitalisme par les syndicats comme institutions économiques, les municipalités comme institutions politiques, et la fédération comme moyen pour établir les liens entre syndicats et municipalités.

Selon l'historien Miguel Amorós, les Évènements de mai 1937 à Barcelone sont la conséquence de l'action révolutionnaire des Amis de Durruti. La mouvance des Amis de Durruti, depuis l'intérieur de la CNT, a été le seul groupe politique de la zone républicaine en mesure de proposer un véritable programme révolutionnaire visant à fixer des objectifs concrets à la révolution spontanée des masses commencée en juillet 1936 et qui s'épuisera après la répression des journées de mai 1937. Amorós inclut parmi les forces contre-révolutionnaires les staliniens mais aussi les dirigeants et ministres de la CNT (Federica Montseny, Juan García Oliver, Diego Abad de Santillán, etc.) qui s'opposèrent aux initiatives des Amis de Durruti.

## Bibliographie

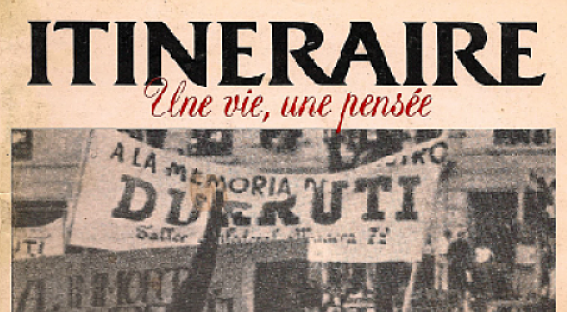
Itinéraire : une vie, une pensée, Buenaventura Durruti (1987).